# Остроленка (Паєнчанський повіт)
Остроленка (пол. Ostrołęka) — село в Польщі, у гміні Сульмежиці Паєнчанського повіту Лодзинського воєводства.
Населення — 152 особи (2011).
У 1975-1998 роках село належало до Пйотрковського воєводства.

## Демографія
Демографічна структура станом на 31 березня 2011 року:
|          | Загалом | Допрацездатний вік | Працездатний вік | Постпрацездатний вік |
| -------- | ------- | ------------------ | ---------------- | -------------------- |
| Чоловіки | 77      | 14                 | 56               | 7                    |
| Жінки    | 75      | 15                 | 38               | 22                   |
| Разом    | 152     | 29                 | 94               | 29                   |